# Complete Me
Complete Me es el álbum début de Frankmusik, producido por Stuart Price, que fue lanzado el 3 de agosto de 2009.
La edición especial fue lanzada en ambos formatos: descarga digital y CD e incluye el mix de 38 minutos 'Re-Complete Me' realizado por Frankmusik mismo. Se trata de un mix de todas las canciones en una sola pista. Una versión acústica del álbum titulado Completely Me fue lanzado en formato digital el 9 de diciembre de 2009.

## Formatos y listas de canciones
CD de Reino Unido
1. "In Step" - 3:40
2. "Better Off As Two" - 2:56
3. "Gotta Boyfriend?" - 3:20
4. "Confusion Girl (Shame Shame Shame)" - 2:59
5. "Your Boy" - 2:42
6. "When You're Around" - 2:52
7. "3 Little Words" - 2:50
8. "Wonder Woman" - 2:58
9. "Complete Me" - 2:56
10. "Vacant Heart" - 3:31
11. "Time Will Tell" - 3:08
12. "Done Done" - 3:43
13. "Run Away From Trouble" - 4:20
14. "Olivia" (Hidden Track) - 3:32

iTunes Canciones extra de Reino Unido
1. "My Mind"
2. "3 Little Words" (Vídeo Musical)
3. "Better Off As Two" (Vídeo Musical)

Bonus Disc (Edición Deluxe) Re-Complete Me
1. 3 Little Words
2. In Step
3. Confusion Girl
4. Better Off As Two
5. Wonder Woman
6. Complete Me
7. Gotta Boyfriend?
8. Time Will Tell
9. Your Boy
10. Done Done
11. Run Away From Trouble

Grabaciones asociadas
1. Confusion Girl (E.P. Mix)
2. 3 Little Words (Versión Single)
3. Love Ain't Moving In (Vacant Heart - Versión con la letra alternada y un tempo más lento)

## Posiciones
| País        | Lista (2009)      | Mejor Posición |
| ----------- | ----------------- | -------------- |
| Reino Unido | UK Albums Chart   | 13             |
| Irlanda     | Irish Album Chart | 88             |